# Opel 50PS (1927)
La 50PS era una piccola famiglia di autovetture di lusso prodotta dalla Casa automobilistica tedesca Opel dal 1927 al 1929.

## Profilo e storia
La famiglia delle 50PS è una famiglia fino a un certo punto: i due modelli che l'hanno costituita non avevano infatti grosse parentele tecniche tra loro, se non, appunto, i valori di potenza massima che le accomunava. D'altro canto i due modelli, essendo stati prodotti uno di seguito all'altro, potrebbero essere visti come uno l'erede dell'altro, ma in questo caso non è così semplice come nei normali avvicendamenti da un modello all'altro o, al massimo, da un modello ad altri due.
Procediamo con ordine: alla fine del 1924 venne tolta di produzione la Opel 14/48 PS, ultima rappresentante di quella famiglia di vetture la cui capostipite fu addirittura la 13/30 PS del 1912, ben 12 anni prima.
Uscita di produzione la 14/48 PS, che montava un propulsore da 3.5 litri, rimase il problema di trovarle una sostituta più moderna. Vi furono alcuni ritardi dovuti al fatto che si era indecisi sul tipo di vettura che avrebbe dovuto rimpiazzare la 14/48 PS. Durante quel periodo (siamo tra il 1925 e il 1926), il listino Opel comprendeva tra l'altro vetture di fascia alta come la 10/45 PS, equipaggiata da un 2.6 litri. Fu a quel punto che ai vertici Opel venne l'idea: la nuova vettura sarebbe stata un modello intermedio tra la 14/48 PS e la 10/45 PS, che si era in procinto di pensionare. Per i nostalgici delle cubature più alte, la 14/48 PS avrebbe avuto anche una seconda erede, ossia la 15/60 PS, equipaggiata da un 3.9 litri. Insomma, la 14/48 PS sarebbe stata sostituita da due modelli, uno dei quali sarebbe stato visibile anche come evoluzione della 10/45 PS. Tali modelli fecero parte di un progetto dal quale nacquero anche i due modelli facenti parte della famiglia 60PS.

### La 12/50 PS
Questo modello fu la 12/50 PS, lanciata nel 1927. Tale modello andò a proporsi come una delle eredi della 14/48 PS (l'altra era la 15/60 PS con propulsore da 3.9 litri), ma anche come evoluzione della 10/45 PS. Montava infatti un motore a 6 cilindri in linea da 3136 cm³, con testata separabile e distribuzione a valvole laterali mosse da una catena dentata. L'alimentazione era a carburatore Solex o Zenith. La potenza massima era di 50 CV a 2800 giri/min.
La trasmissione era a frizione a dischi multipli, differenziale con dentatura a spirale e cambio a tre marce.
La 12/50 PS nasceva su un telaio in acciaio strutturato a U con 5 traverse. L'avantreno era a balestre semiellittiche, mentre il retrotreno era a quarto di balestra. Ma la novità più grande per quanto riguardava le sospensioni fu l'adozione degli ammortizzatori: la 12/50 PS, assieme alla 15/60 PS, fu la prima Opel a utilizzare questi dispositivi in grado di attutire le asperità del terreno. A metà degli anni venti erano prerogativa delle vetture di lusso, mentre, come si sa, oggigiorno sono indispensabili per qualsiasi tipo di vettura.
L'impianto frenante utilizzava invece freni a tamburo sulle quattro ruote.
La 12/50 PS era disponibile in tre varianti di carrozzeria, e cioè: torpedo a 7 posti, limousine e familiare, quest'ultima a sua volta ottenibile in versione standard o lusso.
La velocità massima raggiungibile dalla 12/50 PS era di 90 km/h.
La 12/50 fu prodotta fino alla fine del 1928.

### La 3,7 L
La 12/50 PS non trovò un'erede dopo il suo pensionamento, ma la più grande 15/60 PS, anch'essa pensionata contemporaneamente alla 12/50 PS, ebbe due eredi: la più grande fu la 4,2 L, imparentata con il modello precedente, mentre la più piccola fu la 14/50 PS, altrimenti nota come 3,7 L (o 3,7 Liter), la quale era invece più affine alla 12/50 PS, pur non essendone un'erede diretta.
Nonostante il nome, la 3,7 Liter era in realtà equipaggiata da un 3,6 litri, per la precisione un 6 cilindri in linea da 3636 cm³, che mantenne tutte le caratteristiche del motore da 3,1 litri della 12/50 PS e dei modelli ad essa contemporanei, vale a dire la testata separabile e le valvole laterali comandate da catena dentata. La potenza massima era di 50 CV a 2800 giri/min, con una coppia massima di 130 N·m a 2400 giri/min.
Il resto della meccanica ricalcava fedelmente le soluzioni già proposte sulla 12/50 PS, e anche per quanto riguardava le prestazioni, la 3,7 L rimase in linea con il modello ad essa imparentato.
La 14/50 PS, o 3,7 L, rimase in produzione per poco meno di un anno, dall'inizio alla fine del 1929.
La sua erede sarebbe arrivata solo nel 1937 e sarebbe stata la prima serie della Admiral.